# Aeologramma bellissima
Aeologramma bellissima là một loài bướm đêm trong họ Noctuidae.